# Joséphine la cantatrice

Joséphine la cantatrice ou Le Peuple des souris est la dernière nouvelle de l'auteur germanophone Franz Kafka parue le 20 avril 1924 dans son recueil de nouvelles Un artiste de la faim où elle est en quatrième et dernière place, après Première Souffrance, Une Petite Femme et Un artiste de la faim.

## Résumé
Cette nouvelle présente la chanteuse du peuple des souris, Josephine, et est narrée par l'une des souris. Cependant, le chant de cette cantatrice n'est pas véritablement beau, il s'agit de faibles couinements. Même si toutes les souris l'admirent, elles admettent parfois la banalité de sa voix.
Son chant a un très grand impact sur le reste du peuple malgré sa piètre qualité. Il réinstaure constamment une forme de cohésion entre les souris, de plus, ces concerts sont des moments de repos. Les souris estiment ainsi qu'elle est irremplaçable et qu'elle a marqué l'histoire des souris.
Joséphine est convaincue de son unicité et cherche à en tirer parti. Elle demande à être exonérée de travaux pour se consacrer entièrement à son chant, mais cela lui est refusé par le peuple des souris. Elle décide donc de chanter de moins en moins souvent et disparaît alors progressivement jusqu'à ne plus être reconnue par personne. Le narrateur conclut en affirmant que Joséphine rejoindra tous les héros de l'histoire du peuple des souris mais qui ont tous été finalement oubliés.

## Arrière-plan biographique
Cette nouvelle est la dernière œuvre de Kafka, achevée en mars 1924, avant qu'il ne puisse plus écrire à cause d'une maladie dégénérative et qu'il ne meure le 3 juin 1924. Cette œuvre est vue par certains comme un testament littéraire, où il pressent sa fin prochaine, tout comme la cantatrice qui finit par disparaître,.

## Analyses

### Analyses notables
Cette nouvelle peut aussi être lue comme une métaphore du judaïsme. Kafka le présenterait ici comme un peuple uni, mais qui fait constamment face à des dangers extérieurs, destiné à la dispersion. Il peut aussi s'agir d'une représentation allégorique de l'auteur satirique juif Karl Kraus, qui s'adressait exclusivement à un public juif et auquel Kafka avait commencé à s'intéresser à partir de 1921.

### Analyses biographiques
De même que Un artiste de la faim, cette nouvelle traite des rapports entre l'artiste et son public, il peut donc s'agir d'une réflexion de Kafka sur sa propre condition d'artiste. Kafka fait notamment référence à un problème qui lui était récurrent, celui de pouvoir s'abstraire de son travail afin de s'adonner pleinement à l'écriture.